# Tabuleiro costeiro

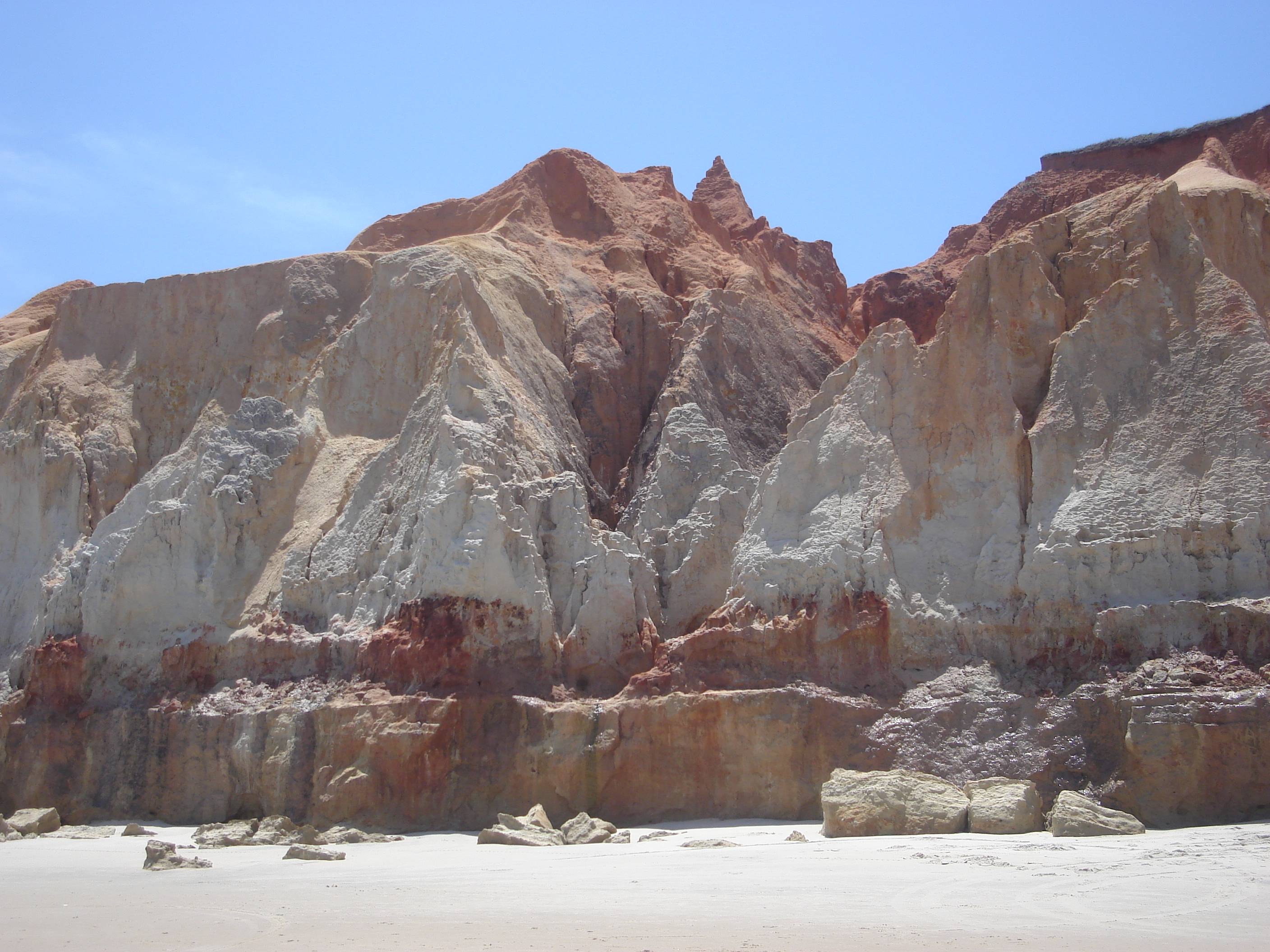
A erosão nos tabuleiros costeiros do Nordeste brasileiro geram falésias, como na praia de Morro Branco, no Ceará.

Os tabuleiros costeiros constituem uma unidade geoambiental que compreende uma faixa que acompanha todo o litoral do Brasil desde o Rio de Janeiro até o Amapá, com uma largura de 100 a 200 quilômetros, constituída de platôs sedimentares, cuja altitude varia de 20 a 50 metros em relação ao nível do mar. Na Região Nordeste do Brasil, essa faixa apresenta uma área estimada em 8 420 mil hectares.
O relevo varia entre vales estreitos e encostas abruptas (falésias) ou vales abertos com encostas suaves ou ainda fundo com amplas várzeas. Em geral, os solos são pobres e possuem pouca capacidade de armazenamento de água. A vegetação nativa é a Mata Atlântica ou a restinga.